# Première circonscription de Komárom-Esztergom
 (avril 2025).
La première circonscription de Komárom-Esztergom est une circonscription électorale hongroise correspondant au comitat de Komárom-Esztergom.

## Résultats des élections
| Parti                                          | Parti               | Candidat            | Voix   | %     | ±      |
| ---------------------------------------------- | ------------------- | ------------------- | ------ | ----- | ------ |
|                                                | Fidesz–KDNP         | János Bencsik       | 26 240 | 48,18 | +3,75  |
|                                                | EM                  | Erik Konczer        | 22 417 | 41,16 | -10,98 |
|                                                | Notre patrie        | Bánk Boda           | 2 856  | 5,24  | +5,24  |
| style="background-color: black width5px;" \|   | MKKP                | Dávid Börzsei       | 1 429  | 2,62  | +0,88  |
|                                                | MEMO                | Judit Popovics      | 891    | 1,64  | +1,64  |
| style="background-color: #000080 width5px;" \| | Normal              | Tibor Keindl        | 372    | 0,68  | +0,68  |
| style="background-color: #DD402F width5px;" \| | Ouvriers            | Tibor Jánoki        | 252    | 0,46  | -0,18  |
| Participation                                  | Participation       | Participation       | 55 307 | 70,02 | -0,23  |
| Majorité                                       | Majorité            | Majorité            | 3 823  | 7,02  | -10,55 |
|                                                | Fidesz–KDNP retenir | Fidesz–KDNP retenir | Swing  | +3,75 |        |